# Novohradské hřbitovy

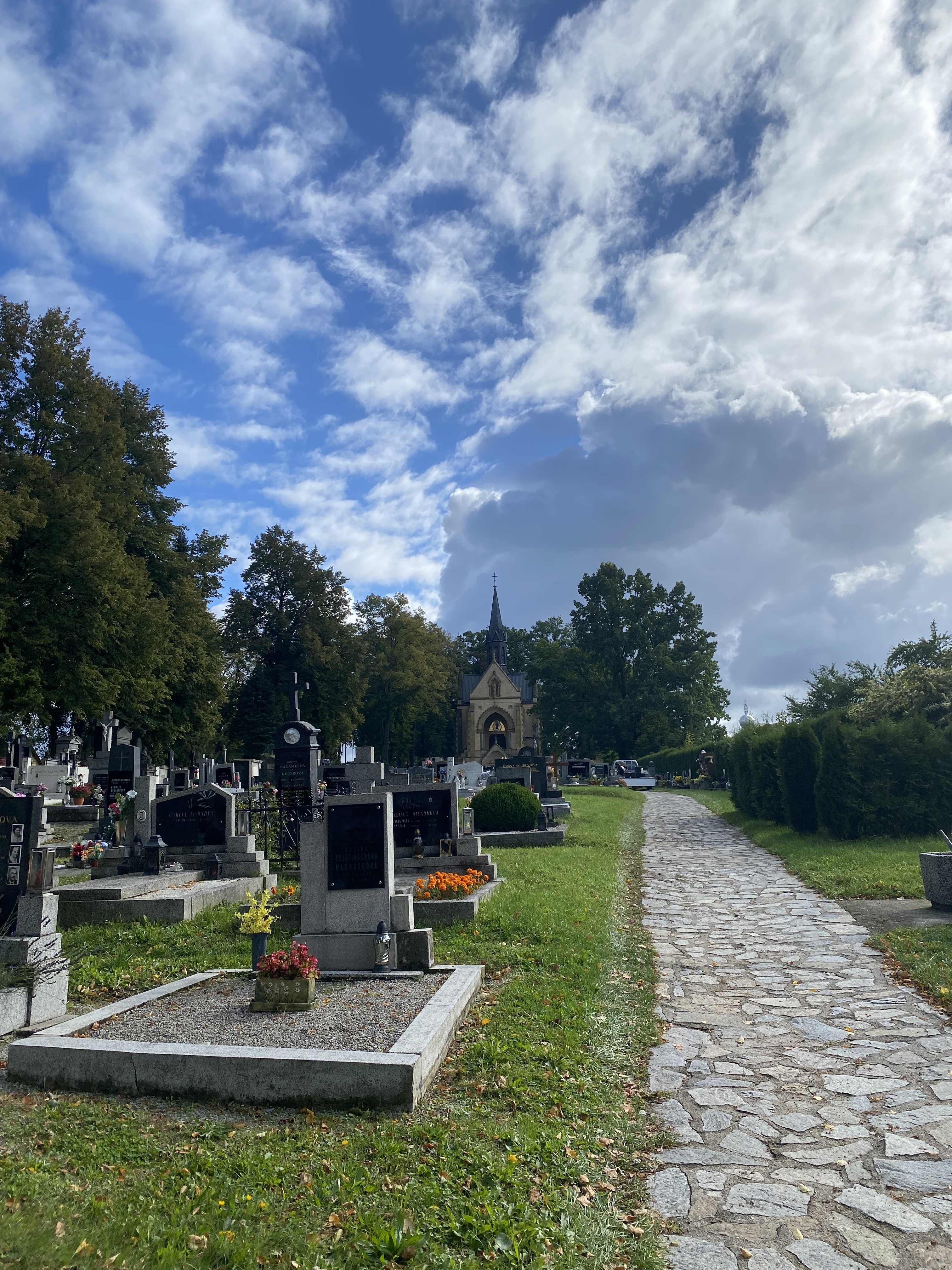
Třetí novohradský hřbitov s hrobkou v pozadí.

Nové Hrady v jižních Čechách mají v současné době[kdy?] pouze jeden fungující hřbitov. Tento hřbitov je již třetí, který se ve městě nachází, má 6 861 m², a je současně jediným dochovaným pohřebištěm ve městě. Slouží pro obyvatele města Nové Hrady a přilehlých městských částí: Byňov, Nakolice, Obora, Štiptoň, Údolí, Veveří a Vyšné.

## První hřbitov
Datum vzniku prvního novohradského hřbitova není bezpečně potvrzeno, ale zřejmě vznikl se založením města v roce 1279, kdy bylo město listinou založeno dne 21. května 1279 Ojířem z Nového Hradu (Hogyrius de Gretzen).
Hřbitov se nacházel při kostele sv. Petra a Pavla, kdy se kostel dodnes nachází u náměstí. O tomto kostele se objevila první zmínka v roce 1284, je tedy možné, že s kostelem vznikl i první novohradský hřbitov. Původně se hřbitov nacházel vedle kostela v místech, kde je dnes parkoviště, zahrada a dům čp. 114.
Na toto místo se novohradští obyvatelé pohřbívali až do roku 1682, kdy byla kapacita hřbitova zcela naplněna a byl dán podnět k založení dalšího hřbitova.

## Druhý hřbitov
Ke konci 17. století, kdy opět není známé přesné datum, byl vystavěn druhý hřbitov. Hřbitov byl běžnou součástí města, protože až do konce 18. století se budovaly hřbitovy ve městech. Ani zde tomu nebylo jinak, tentokrát se ale posunul dál od centra města. Druhý novohradský hřbitov stál za dnešní křižovatkou u bývalého zahradnictví Ferenčík.

K tomuto hřbitovu se váže také pověst, která dodnes koluje ve více verzích:
"Bylo krásné jaro roku 1770. Rozkvetly stromy, tráva se zelenala, ptáci zpívali a lidé na ulicích měli veselou náladu. Jenom novohradský primátor Reischl byl sklíčený, neboť mu zemřela jeho milovaná žena. Brzy byl pohřeb. Na něm se sešlo mnoho lidí a všichni v zármutku mysleli na nebožku. Jen hrobníkova mysl se ubírala jiným směrem. Překrásný prstem, co měla mrtvá na prstě, se stal středem jeho ziskuchtivého zájmu. Jí už stejně k ničemu nebude a jemu by se docela hodil, říkal si v duchu. Ale krást mrtvým prsteny, to se přece nedělá! Celý den bojoval s pokušením. V noci kolem půlnoci vyzbrojen lopatou, dlátem, nožem a lampičkou se vydal na lup. V tu dobu sice mrtví vstávají z hrobů, ale touha po penězích byla silnější. Odhrnul hlínu, vypáčil víko rakve a už se sápe po prstenu. Ale ouha! Prsten nejde dolů. Hrobník zabral ze všech sil, až mrtvou nadzvedl. Ale ani teď se prsten nehnul. Místo toho se však začala hýbat nebožka. A co víc, dokonce jí z úst uniklo jemné zasténání. S tím hrobník opravdu nepočítal. Vyděšen vylezl z hrobu a ohromnými skoky upaloval pryč. Domnělá mrtvá mezitím pomalu začínala chápat, kde je a co se s ní stalo. Vzala lampu, kterou tam hrobník ve zmatku nechal a roztřeseným krokem se vydala k domovu. Bylo těžké přesvědčit služku i samotného primátora, že není přízrak, ale živá bytost, která byla jen omylem pohřbena zaživa a šťastnou shodou okolností opět probuzena k životu. Ale když se to podařilo, oslavy se protáhly až do rána. A co hrobník? Ten se šel druhý den udat. Ve vězení si však pobyl jen jeden den, a poté byl na přímluvu primátoru propuštěn a dokonce i obdarován. Na hřbitov lidé ale zanevřeli a nechtěli být na něm pohřbíváni."
Druhá verze, je obdobná. V ní však hrobník zdánlivě zemřelou, která měla být pohřbena v rodinné hrobce, říznul do prstu, protože i tentokrát mu prsten nešel sundat, a tehdy se nebožka probudila.
K této snad nejznámější novohradské pověsti má existovat i obraz. V současné době by se měl nacházet v Českých Budějovicích, konkrétně v jedné z poboček Komerční banky.
Opravdu koncem 18. a počátkem 19. století druhý hřbitov zanikl.

## Třetí hřbitov
Třetí hřbitov vznikl okolo roku 1810. Na rozdíl od předchozích dvou novohradských hřbitovů je tento stále fungující. V roce 1897 se rozšířil do dnešní podoby, kdy těsně sousedí s buquoyskou hrobkou. Jelikož císař Josef II. vydal roku 1784 patent o pohřbívání, musel tento nový hřbitov být za městem. Konkrétně se jednalo o opatření vyhlášená pro Čechy 3. září 1772 a pro Moravu 4. října 1773. K důsledné realizaci došlo poté až v letech 1781-1785.
Na tomto hřbitově jsou pohřbeny významné osobnosti dějin města Nové Hrady a blízkého okolí:
- bývalý starosta Nových Hradů Fritz Schmotz (na hrobě uveden jako Schmoz), který byl zavražděn 8. května 1945 ustupující jízdní jednotkou SS.
- ředitel základní školy v Nových Hradech Franz Schatzl, který byl zavražděn 8. května 1945 ustupující jízdní jednotkou SS.
- člen hasičského sboru Franz Pretscher, který byl zavražděn 8. května 1945 ustupující jízdní jednotkou SS. Pomník těmto třem zavražděným se nachází v blízkosti buquoyské hrobky.
- historik a archivář Anton Teichl, který sepsal tři rozsáhlé svazky o historii města Geschichte der Stadt Gratzen.[5]
- kněz pater Bonfilius, který se zasadil o obnovení kláštera po roce 1989.[5] Zde je i náhrobek ostatních členů řádu servitů.
- rodina Kloyber, která postoupila část pozemku třetího novohradského hřbitova, aby zde mohl Karel Bonaventura Buquoy postavit rodinnou hrobku.
  - Josef Kloyber, desátník c.k. pěšího pluku č. 91, oddílu kulometů, padl na italském bojišti 16.8.1916 ve věku 23 let.
  - Franz Kloyber, pěšák c. k. zeměbraneckého pěšího pluku č. 29, zemřel na následky těžkého zranění nohy z ruské fronty dne 3.9.1916, ve věku 20 let.
  - Kloyber Josef: *1894 Niederthal (dnes Údolí, část města Nové Hrady). LdstGefr., IR. Nr. 91, 2. ErsKomp. +17.8.1916 FeldSpit. 3/15 Podmelec, okr. Tolmein, Přímoří. Zlomenina lebeční kosti. 18.8.1916 v Podmelci pohřben. Posmrtně povýšen do hodnosti desátníka.
  - Kloyber Franz: *1897. Inft., k. k. LIR. Nr. 29, 2 (12?). Komp., veden pouze záznam o střelném zranění zranění a následné otravě krve, bez bližších podrobností. +5.9.1916 ResSpit Budweis (České Budějovice) a na tamním hřbitově pohřben.[7]
- na sedm let zde byla pochována i matka Karla Buquoye Therese Sophie (1829-1897) neboli Žofie Tereza, která byla po dostavění hrobky roku 1904 přenesena do nově postaveného mauzolea.
- u buquoyské hrobky se nachází tři pomníky: jeden je věnovaný všem obětem 1. světové války, druhý je věnovaný všem obětem 2. světové války a památce tří mužů, kteří byli zavražděni 8. května 1945. Poslední pomník je věnován padlým vojákům Rudé armády, kteří zemřeli při osvobozování města na konci 2. světové války.
- uložena je zde také rodina Tröstlů z Nakolic, konkrétně Karl, desátník, jenž zemřel ve 2. světové válce, a Hans.

## Pohřební rituály
S odchodem člověka na onen svět souvisí samozřejmě také symbolické rozloučení ze strany pozůstalých. Pohřební rituály se od sebe lišily jednak podle postavení zemřelého, a také podle finančních prostředků rodiny.
Dochoval se pohřební program šlechtice Karla Bonaventury Buquoye ze srpna roku 1911. Zemřel 9. srpna 1911 ve Vídni, a tak bylo nutné jeho ostatky přesunout do Nových Hradů, protože zde měl být uložen do rodinné hrobky, kterou nechal mezi léty 1902-1904 vybudovat. Jeho ostatky byly přivezeny ve 3 hodiny ráno v sobotu 12. srpna na nádraží do Nových Hradů. V 9 hodin dopoledne byly ostatky přijaty v kapli sv. Jana. Odtud byl veden průvod do zámecké kaple, kde byl zemřelý vysvěcen. V 10 hodin proběhla tichá mše v zámecké kapli a zároveň ve farním kostele. Druhý den, v neděli 13. srpna, byl nebožtík přenesen ze zámecké kaple do farního kostele v šest hodin večer. V pondělí 14. srpna v 11:15 proběhla zádušní mše za zemřelého, která se konala rovněž ve farním kostele. Následoval průvod ve dvou řadách, který byl veden z náměstí, kolem radnice, přes tzv. palácové náměstí až k rodinné hrobce, kde byl Karel Bonaventura pochován. Na třetí straně pramene je rovněž přesný rád s určenou hierarchií průvodu. Jako první šla před rakví hraběte školní mládež, následně nemajetní a chudí. Mezi dalším výčtem zde šli také veteráni, členové hasičského sboru a samozřejmě také duchovní. Na osmém místě v průvodu byla rakev a na desátém místě truchlící hraběcí rodina. Celkem měl tento výčet dvacet jedna pozic.
U jeho manželky, Philippine Buquoyové, rozená Czerninové z Chudenic a Morzinu (1858-1937), která byla rovněž uložena do rodinné hrobky, se takto přesný popis pohřební slavnosti nedochoval. Je k dispozici pouze fotografie, která zachycuje její rakev v černém smutečním kočáře, který je tažen koňmi a směřuje z novohradského náměstí do buquoyské hrobky.

## Galerie

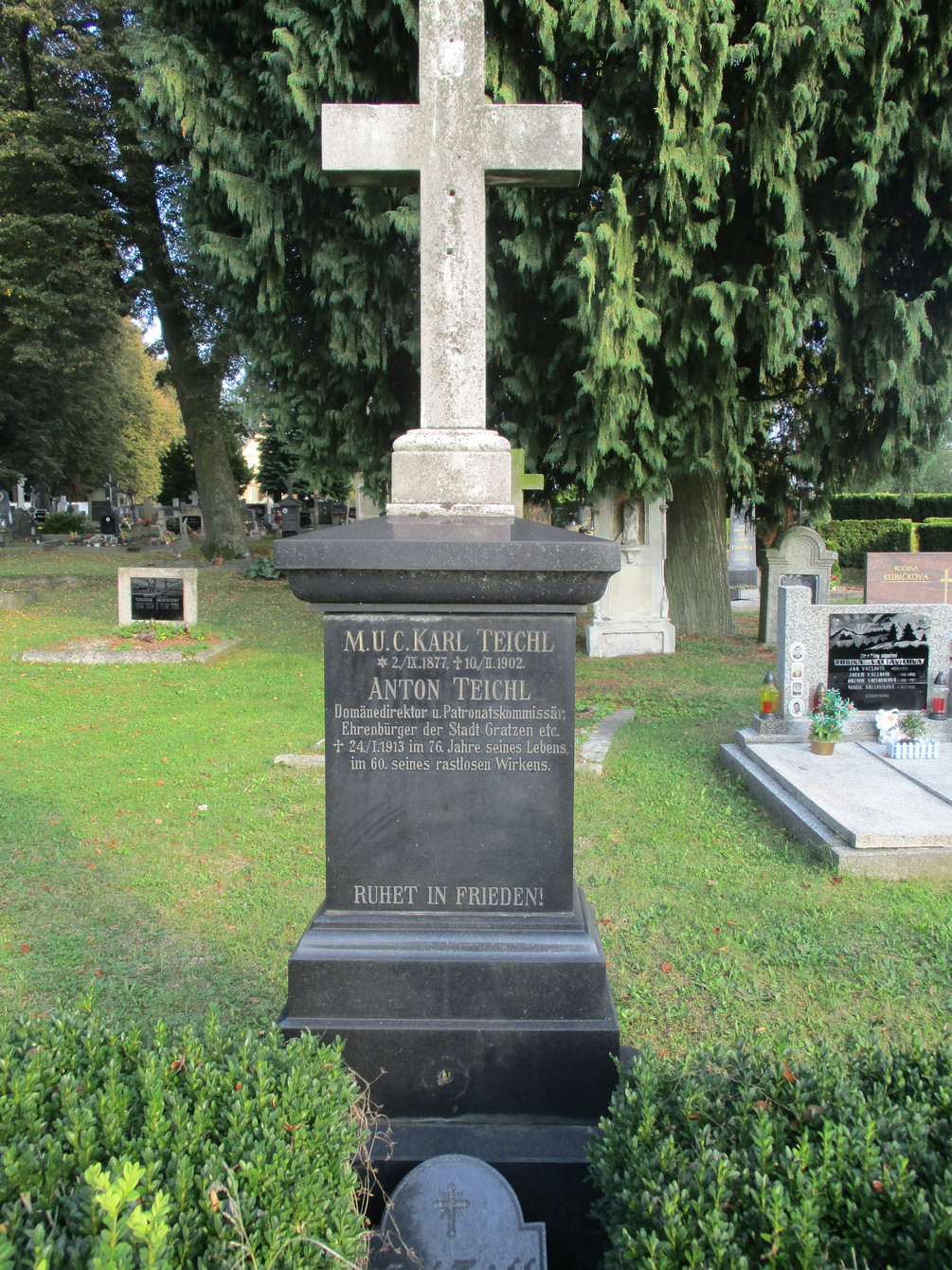
Hrob Antona Teichla.